# Inline-Alpin-Weltcup 2011
Der Inline-Alpin-Weltcup 2011 wurde vom 5. Juni bis 11. September 2011 ausgetragen.

## Änderung 2011
Der Rennkalender umfasste sechs Weltcuporte in Europa. Neu in den Rennkalender aufgenommen wurden Neukirchen (Österreich), Němčičky (Tschechien) und Moskau (Russland). Dafür wurden Iserlohn (Deutschland), Jirkov und Turnov (Tschechen) aus dem Kalender gestrichen. Es gab ein Streichergebnis.

## Austragungsorte
Genua:
- 5. Juni 2011

 Degmarn:
- 3. Juli 2011

 Tuttlingen:
- 9. Juli 2011

 Neukirchen:
- 13. August 2011

 Moskau:
- 4. September 2011

 Němčičky:
- 11. September 2011

## Teilnehmer
| Europa (7 Länder)                               | Europa (7 Länder)                 | Europa (7 Länder) |
| ----------------------------------------------- | --------------------------------- | ----------------- |
| - Deutschland - Italien - Lettland - Österreich | - Schweiz - Slowakei - Tschechien |                   |
| Asien (1 Land)                                  |                                   |                   |
| - Japan                                         |                                   |                   |

## Weltcup-Übersicht

### Frauen
| 1. Weltcup in Genua, 5. Juni 2011 | 1. Weltcup in Genua, 5. Juni 2011 | 1. Weltcup in Genua, 5. Juni 2011 | 1. Weltcup in Genua, 5. Juni 2011 | 1. Weltcup in Genua, 5. Juni 2011 |
| --------------------------------- | --------------------------------- | --------------------------------- | --------------------------------- | --------------------------------- |
| Datum                             | Disziplin                         | Erster Platz                      | Zweiter Platz                     | Dritter Platz                     |
| 5. Juni 2011 (So.)                | Slalom                            | Susanne Weber (GER)               | Ann-Kathrin Stolz (GER)           | Julia Grüning (GER)               |

| 2. Weltcup in Degmarn, 3. Juli 2011 | 2. Weltcup in Degmarn, 3. Juli 2011 | 2. Weltcup in Degmarn, 3. Juli 2011 | 2. Weltcup in Degmarn, 3. Juli 2011 | 2. Weltcup in Degmarn, 3. Juli 2011 |
| ----------------------------------- | ----------------------------------- | ----------------------------------- | ----------------------------------- | ----------------------------------- |
| Datum                               | Disziplin                           | Erster Platz                        | Zweiter Platz                       | Dritter Platz                       |
| 3. Juli 2011 (So.)                  | Slalom                              | Ann-Kathrin Stolz (GER)             | Jana Börsig (GER)                   | Claudia Wittmann (GER)              |

| 3. Weltcup in Tuttlingen, 9. Juli 2011 | 3. Weltcup in Tuttlingen, 9. Juli 2011 | 3. Weltcup in Tuttlingen, 9. Juli 2011 | 3. Weltcup in Tuttlingen, 9. Juli 2011 | 3. Weltcup in Tuttlingen, 9. Juli 2011 |
| -------------------------------------- | -------------------------------------- | -------------------------------------- | -------------------------------------- | -------------------------------------- |
| Datum                                  | Disziplin                              | Erster Platz                           | Zweiter Platz                          | Dritter Platz                          |
| 9. Juli 2011 (Sa.)                     | Slalom                                 | Susanne Weber (GER)                    | Claudia Wittmann (GER)                 | Jana Börsig (GER)                      |

| 4. Weltcup in Neukirchen, 13. August 2011 | 4. Weltcup in Neukirchen, 13. August 2011 | 4. Weltcup in Neukirchen, 13. August 2011 | 4. Weltcup in Neukirchen, 13. August 2011 | 4. Weltcup in Neukirchen, 13. August 2011 |
| ----------------------------------------- | ----------------------------------------- | ----------------------------------------- | ----------------------------------------- | ----------------------------------------- |
| Datum                                     | Disziplin                                 | Erster Platz                              | Zweiter Platz                             | Dritter Platz                             |
| 13. August 2011 (Sa.)                     | Slalom                                    | Ann Krystina Wanzke (GER)                 | Susanne Weber (GER)                       | Julia Grüning (GER)                       |

| 5. Weltcup in Moskau, 4. September 2011 | 5. Weltcup in Moskau, 4. September 2011 | 5. Weltcup in Moskau, 4. September 2011                      | 5. Weltcup in Moskau, 4. September 2011                      | 5. Weltcup in Moskau, 4. September 2011                      |
| --------------------------------------- | --------------------------------------- | ------------------------------------------------------------ | ------------------------------------------------------------ | ------------------------------------------------------------ |
| Datum                                   | Disziplin                               | Erster Platz                                                 | Zweiter Platz                                                | Dritter Platz                                                |
| 4. September 2011 (So.)                 | Slalom                                  | Wegen der Organisation und Visumproblemen Wettkampf abgesagt | Wegen der Organisation und Visumproblemen Wettkampf abgesagt | Wegen der Organisation und Visumproblemen Wettkampf abgesagt |

| 6. Weltcup in Němčičky, 11. September 2011 | 6. Weltcup in Němčičky, 11. September 2011 | 6. Weltcup in Němčičky, 11. September 2011 | 6. Weltcup in Němčičky, 11. September 2011 | 6. Weltcup in Němčičky, 11. September 2011 |
| ------------------------------------------ | ------------------------------------------ | ------------------------------------------ | ------------------------------------------ | ------------------------------------------ |
| Datum                                      | Disziplin                                  | Erster Platz                               | Zweiter Platz                              | Dritter Platz                              |
| 11. September 2011 (So.)                   | Slalom                                     | Ann-Kathrin Stolz (GER)                    | Manuela Schmohl (GER)                      | Jana Börsig (GER)                          |

### Wertungen
| Rang | Name                       | Punkte |
| ---- | -------------------------- | ------ |
| 01.  | Ann-Kathrin Stolz (GER)    | 480    |
| 02.  | Susanne Weber (GER)        | 380    |
| 03.  | Jana Börsig (GER)          | 356    |
| 04.  | Ann Krystina Wanzke (GER)  | 316    |
| 05.  | Julia Grüning (GER)        | 310    |
| 06.  | Claudia Wittmann (GER)     | 284    |
| 07.  | Manuela Schmohl (GER)      | 229    |
| 08.  | Alessandra Veit (GER)      | 200    |
| 09.  | Gabriela Kudelaskova (CZE) | 170    |
| 10.  | Kira Bosch (GER)           | 139    |
| 11.  | Mira Börsig (GER)          | 119    |
| 12.  | Theresa Meyer (GER)        | 111    |
| 13.  | Katharina Hoffmann (GER)   | 095    |
| 14.  | Marina Seitz (GER)         | 092    |
| 15.  | Franziska Ries (GER)       | 091    |
| 16.  | Madara Meldere (LAT)       | 087    |
| 17.  | Magdalena Gruber (GER)     | 079    |
| 18.  | Raphaela Schrader (GER)    | 064    |
| 19.  | Barbora Procházková (CZE)  | 056    |
| 20.  | Lisa Fritz (GER)           | 049    |

| Rang | Name                          | Punkte |
| ---- | ----------------------------- | ------ |
| 21.  | Kathrin Hausler (GER)         | 046    |
| 22.  | Jennifer Martetschläger (GER) | 038    |
| 23.  | Viktorie Vachalova (CZE)      | 037    |
| 24.  | Alexandra Vogel (GER)         | 034    |
| 25.  | Ieva Meldere (LAT)            | 033    |
| 26.  | Pavlína Procházková (CZE)     | 026    |
| 27.  | Anita Englmeier (GER)         | 025    |
| 28.  | Lisa Wölffing (GER)           | 024    |
| 29.  | Lenka Kesela (SVK)            | 023    |
|      | Ann-Kathrin Wolber (GER)      | 023    |
| 31.  | Ulrike Bertsch (GER)          | 021    |
| 32.  | Lisa Marie Bergfeld (GER)     | 020    |
|      | Maren Motz (GER)              | 020    |
| 34.  | Mona Sing (GER)               | 018    |
| 35.  | Marie-Theres Lehmann (GER)    | 016    |
| 36.  | Eva-Maria Altmann (GER)       | 014    |
|      | Nina Heinrich (GER)           | 014    |
|      | Christina Kraus (GER)         | 014    |
| 39.  | Eva Pospisilova (CEZ)         | 012    |
|      | Corinna Schmidt (GER)         | 012    |

| Rang | Name                      | Punkte |
| ---- | ------------------------- | ------ |
| 41.  | Lara Kögel (GER)          | 011    |
| 42.  | Michelle Buchholzer (AUT) | 010    |
|      | Lisa Schmidt (GER)        | 010    |
| 44.  | Nicole Duci (ITA)         | 08     |
|      | Mona Mickenhagen (GER)    | 08     |
| 46.  | Julia Bobinger (GER)      | 07     |
|      | Leonie Gökeler (GER)      | 07     |
|      | Anna-Lena Rösler (GER)    | 07     |
|      | Barbora Sovova (CZE)      | 07     |
| 50.  | Elea Börsig (GER)         | 06     |
|      | Carina Rapp (GER)         | 06     |
| 52.  | Lisa Hofbauer (GER)       | 05     |
|      | Martina Sulcova (CZE)     | 05     |
| 54.  | Sina Martin (GER)         | 04     |
|      | Laura Oberlissen (GER)    | 04     |
| 56.  | Lisa Stäudinger (GER)     | 03     |
|      | Tanja Stangl (GER)        | 03     |
|      | Theresa Weber (GER)       | 03     |
| 59.  | Julia Hummel (AUT)        | 01     |
|      | Pia Nuber (GER)           | 01     |

## Weltcup-Übersicht

### Männer
| 1. Weltcup in Genua, 5. Juni 2011 | 1. Weltcup in Genua, 5. Juni 2011 | 1. Weltcup in Genua, 5. Juni 2011 | 1. Weltcup in Genua, 5. Juni 2011 | 1. Weltcup in Genua, 5. Juni 2011 |
| --------------------------------- | --------------------------------- | --------------------------------- | --------------------------------- | --------------------------------- |
| Datum                             | Disziplin                         | Erster Platz                      | Zweiter Platz                     | Dritter Platz                     |
| 5. Juni 2011 (So.)                | Slalom                            | Marco Walz (GER)                  | Franz-Josef Meyer (GER)           | Sebastian Gruber (GER)            |

| 2. Weltcup in Degmarn, 3. Juli 2011 | 2. Weltcup in Degmarn, 3. Juli 2011 | 2. Weltcup in Degmarn, 3. Juli 2011 | 2. Weltcup in Degmarn, 3. Juli 2011 | 2. Weltcup in Degmarn, 3. Juli 2011 |
| ----------------------------------- | ----------------------------------- | ----------------------------------- | ----------------------------------- | ----------------------------------- |
| Datum                               | Disziplin                           | Erster Platz                        | Zweiter Platz                       | Dritter Platz                       |
| 3. Juli 2011 (So.)                  | Slalom                              | Marco Walz (GER)                    | Christoph Eder (GER)                | Ricco Walz (GER)                    |

| 3. Weltcup in Tuttlingen, 9. Juli 2011 | 3. Weltcup in Tuttlingen, 9. Juli 2011 | 3. Weltcup in Tuttlingen, 9. Juli 2011 | 3. Weltcup in Tuttlingen, 9. Juli 2011 | 3. Weltcup in Tuttlingen, 9. Juli 2011 |
| -------------------------------------- | -------------------------------------- | -------------------------------------- | -------------------------------------- | -------------------------------------- |
| Datum                                  | Disziplin                              | Erster Platz                           | Zweiter Platz                          | Dritter Platz                          |
| 9. Juli 2011 (Sa.)                     | Slalom                                 | Christoph Eder (GER)                   | Sebastian Gruber (GER)                 | Marco Walz (GER)                       |

| 4. Weltcup in Neukirchen, 13. August 2011 | 4. Weltcup in Neukirchen, 13. August 2011 | 4. Weltcup in Neukirchen, 13. August 2011 | 4. Weltcup in Neukirchen, 13. August 2011 | 4. Weltcup in Neukirchen, 13. August 2011 |
| ----------------------------------------- | ----------------------------------------- | ----------------------------------------- | ----------------------------------------- | ----------------------------------------- |
| Datum                                     | Disziplin                                 | Erster Platz                              | Zweiter Platz                             | Dritter Platz                             |
| 13. August 2011 (Sa.)                     | Slalom                                    | Sebastian Schwab (GER)                    | Sebastian Gruber (GER)                    | Marco Walz (GER)                          |

| 5. Weltcup in Moskau, 4. September 2011 | 5. Weltcup in Moskau, 4. September 2011 | 5. Weltcup in Moskau, 4. September 2011                      | 5. Weltcup in Moskau, 4. September 2011                      | 5. Weltcup in Moskau, 4. September 2011                      |
| --------------------------------------- | --------------------------------------- | ------------------------------------------------------------ | ------------------------------------------------------------ | ------------------------------------------------------------ |
| Datum                                   | Disziplin                               | Erster Platz                                                 | Zweiter Platz                                                | Dritter Platz                                                |
| 4. September 2011 (So.)                 | Slalom                                  | Wegen der Organisation und Visumproblemen Wettkampf abgesagt | Wegen der Organisation und Visumproblemen Wettkampf abgesagt | Wegen der Organisation und Visumproblemen Wettkampf abgesagt |

| 6. Weltcup in Němčičky, 11. September 2011 | 6. Weltcup in Němčičky, 11. September 2011 | 6. Weltcup in Němčičky, 11. September 2011 | 6. Weltcup in Němčičky, 11. September 2011 | 6. Weltcup in Němčičky, 11. September 2011 |
| ------------------------------------------ | ------------------------------------------ | ------------------------------------------ | ------------------------------------------ | ------------------------------------------ |
| Datum                                      | Disziplin                                  | Erster Platz                               | Zweiter Platz                              | Dritter Platz                              |
| 11. September 2011 (So.)                   | Slalom                                     | Kristaps Zvejnieks (LAT)                   | Manuel-Alessandro Zörlein (GER)            | Benedikt Heudorfer-Merz (GER)              |

### Wertungen
| Rang | Name                            | Punkte |
| ---- | ------------------------------- | ------ |
| 01.  | Marco Walz (GER)                | 374    |
| 02.  | Manuel-Alessandro Zörlein (GER) | 295    |
| 03.  | Christoph Eder (GER)            | 375    |
| 04.  | Ricco Walz (GER)                | 253    |
| 05.  | Kristaps Zvejnieks (LAT)        | 245    |
| 06.  | Sebastian Gruber (GER)          | 244    |
| 07.  | Benedikt Heudorfer-Merz (GER)   | 240    |
| 08.  | Sebastian Schwab (GER)          | 227    |
| 09.  | Petr Brandtner (CZE)            | 162    |
| 10.  | Jörg Bertsch (GER)              | 137    |
| 11.  | Reto Walz (GER)                 | 126    |
| 12.  | Philipp Steiger (GER)           | 125    |
| 13.  | Kai Mehlstäubl (GER)            | 094    |
| 14.  | Lukas Bleicher (GER)            | 093    |
| 15.  | Sebastian Weber (GER)           | 090    |
| 16.  | Maximilian Merz (GER)           | 086    |
| 17.  | Franz-Josef Meyer (GER)         | 080    |
| 18.  | Adrian Griesser (GER)           | 074    |
| 19.  | Martin Schmidt (GER)            | 072    |
| 20.  | Moritz Doms (GER)               | 068    |
| 21.  | David Kaderavek (GER)           | 066    |
| 22.  | Miks Zvejnieks (LAT)            | 064    |
| 23.  | Andreas Hilble (GER)            | 060    |

| Rang | Name                     | Punkte |
| ---- | ------------------------ | ------ |
| 24.  | Christian Losio (ITA)    | 054    |
| 25.  | Massimiliano Losio (ITA) | 053    |
| 26.  | Marco Melzi (ITA)        | 047    |
| 27.  | Sven Ortel (GER)         | 038    |
| 28.  | Yannik Vorwalder (GER)   | 037    |
| 29.  | Vojta Prsala (CZE)       | 033    |
| 30.  | Georg Meeh (GER)         | 029    |
| 31.  | Sean Lyons (GER)         | 028    |
|      | Lorenzo Rovelli (ITA)    | 028    |
|      | Sigi Zistler (GER)       | 028    |
| 34.  | Carsten Wiesler(GER)     | 026    |
| 35.  | Jonas Börsig (GER)       | 020    |
|      | Cian Lausch (GER)        | 020    |
| 37.  | Simon Haseneder (GER)    | 018    |
|      | Philipp Jung (GER)       | 018    |
|      | Michael Merz (GER)       | 018    |
|      | Jindrich Novak (CZE)     | 018    |
|      | David Syrotiuk (CZE)     | 018    |
| 42.  | Johannes Bosch (GER)     | 016    |
|      | Michael Hofbauer (GER)   | 016    |
|      | Jan Möller (CZE)         | 016    |
|      | Maximilian Ziegler (GER) | 016    |
| 46.  | Armando Pizio (ITA)      | 015    |

| Rang | Name                        | Punkte |
| ---- | --------------------------- | ------ |
|      | Simon Schachtner (GER)      | 015    |
| 48.  | Dusan Ambros (CZE)          | 013    |
|      | Dragan Zahar (GER)          | 013    |
| 50.  | Dominicus Wiedenmayer (GER) | 012    |
| 51.  | Robert Liebhardt (GER)      | 09     |
| 52.  | Silas Kersenbrock (GER)     | 08     |
|      | Jan Zabystřan (CZE)         | 08     |
| 54.  | Roberto Piantoni (ITA)      | 07     |
|      | Johann Rumpf (GER)          | 07     |
|      | Maximilian Schmidt (GER)    | 07     |
|      | Tobias Vorwalder (GER)      | 07     |
| 58.  | Vojtech Stehlik (ITA)       | 06     |
| 59.  | Roman Rehor (CZE)           | 05     |
|      | Davis Zvejnieks (LAT)       | 05     |
| 61.  | Markus Blättler (SUI)       | 04     |
|      | Sven Wiesler (GER)          | 04     |
| 63.  | Simon Jantsch (GER)         | 03     |
|      | Jan Kleiner (CZE)           | 03     |
|      | Jindrich Krydl (CZE)        | 03     |
| 66.  | Luca Bettineschi (ITA)      | 02     |
|      | Walter Wölfle (GER)         | 02     |